# 28978 Іксіон
28978 Іксіон — транснептуновий об'єкт у поясі Койпера, відомий також під назвою 2001 KX76.
Відкритий 22 травня 2001 року Міжамериканською обсерваторією Серро-Тололо під час Глибокого огляду екліптики. 
Іксіон включено до списку небесних тіл, які можуть виявитися карликовими планетами після отримання додаткових даних.

## Назва
Отримав назву «Іксіон» на честь одного з персонажів давньогрецької міфології — Іксіон був сином Флегія (або Ареса), царем лапітів, батьком Пейрітоя, чоловіком Дії.

## Орбіта

Орбіту Іксіона показано зеленим поряд з орбітами Плутона (червоним) та Нептуна (сірим). Конфігурацію подано станом на квітень 2006 р.

Афелій розташований на відстані 49,269 а. о. (бл. 7 370 503 000 км) від Сонця, перигелій — на відстані 30,091 а.о. (бл. 4 501 495 000 км). Іксіон і Плутон рухаються схожими, але протилежно нахиленими орбітами (афелій Плутона становить 48,871 а.о., перигелій — 29,657 а. о.): перигелій Іксіона лежить нижче екліптики, а Плутона — вище.
Обертання відбувається в резонансі 2 : 3 з Нептуном — поки Іксіон робить два оберти своєю орбітою, Нептун робить три, отже, Іксіон — це плутино. Однак, що нехарактерно для інших плутино (наприклад, 90482 Орк), Іксіон наближається до Плутона менш ніж на 20 % кутової відстані[джерело?].
На початку XXI ст. Іксіон перебуває нижче екліптики та досягне перигелію в 2070 році. Плутон пройшов перигелій 1989 року й зараз спускається до екліптики.
Сидеричний період обертання становить 91 295,847 земних діб або 249,95 земних років, що на 0,5 % довше, ніж у Плутона. Орбіта має ексцентриситет ~0,242[джерело?].
В Іксіона трапляються періоди зміни яскравості, які вважають пов'язаними з його обертанням, однак станом на 2010 рік його період обертання не визначено.

## Фізичні характеристики
- Діаметр об'єкта — ~650 кілометрів;
- Альбедо ~0,12;
- Маса ~3×1020;
- Оціночна густина ~2,0 г/см³;
- Стандартна зоряна величина — 3,84.